# Кинякин, Сергей Васильевич
Сергей Васильевич Кинякин (24 сентября 1937, Москва — 16 мая 2019) — заслуженный поэт Мордовии, автор текста Государственного Гимна Республики Мордовия.

## Биография
Заслуженный поэт Мордовии Сергей Васильевич Кинякин родился 24 сентября 1937 года в Москве в семье рабочего. В 1941 году семья переехала на родину — в село Пичпанда ныне Зубово-Полянского района Мордовии. После окончания в 1960 году филологического факультета Мордовского государственного университета работал старшим редактором художественной литературы Мордовского книжного издательства, ответственным секретарем журнала «Мокша». С 1988 года — заместитель председателя правления Союза писателей Мордовии.
Член Союза писателей СССР с 1971 года.

## Творчество
Автор слов Гимна Республики Мордовия («Шумбрат, Мордовия!», музыка Н. Кошелевой). Печататься начал с 1957 года: его первое стихотворение «Миронь гуляня» («Голубь мира») появилось в газете «Мокшень правда». В 1967 году в Мордовском книжном издательстве выходит первая книга его стихов «Эряфсь и кельгомась» («Жизнь и любовь»), в которой отразились основные черты поэзии Кинякина, индивидуальные особенности его художественного стиля, в дальнейшем ставшие главными для всего его поэтического творчества. В последующие годы на мокша-мордовском языке были изданы поэтические сборники: «Инь мазысь» («Самая красивая», 1970), «Кизот-вайгяльбет» («Годы-версты», 1973), «Ялгакшинь седь» («Мост дружбы», 1976). «Шачень эряма павазукс» («Рожден жить счастливо», 1987). На русском языке вышли сборники стихов и поэм: «Тревожусь» (1971), «На свете нет тебя дороже» (1975), «Первопроходцы» (1977), на мордовском-мокша и русском языках — «Сизеф алашань вайгяль» («Голос уставшей лошади», 1997).

## Признание

### Государственные награды
- В 1998 году С. Кинякин награждён орденом Почёта (1998)[1].

### Премии
- Премия Ленинского комсомола Мордовии.